# Кубок Італії з футболу 1935—1936
Кубок Італії з футболу 1935—1936 — 3-й розіграш Кубка Італії з футболу. У турнірі взяли участь 98 італійських клубів. Титул володаря кубка Італії вперше здобуло «Торіно», яке у фіналі переграло «Алессандрію».

## Календар
| Раунд        | Дата                          | Матчі | Клуби   |
| ------------ | ----------------------------- | ----- | ------- |
| Перший раунд | 14-19 вересня 1935            | 32    | 98 → 66 |
| Другий раунд | 27 жовтня - 14 листопада 1935 | 18    | 66 → 48 |
| Третій раунд | 23-24 листопада 1935          | 16    | 48 → 32 |
| 1/16 фіналу  | 25 грудня 1935 - 1 січня 1936 | 16    | 32 → 16 |
| 1/8 фіналу   | 18 січня - 21 травня 1936     | 8     | 16 → 8  |
| 1/4 фіналу   | 24 травня 1936                | 4     | 8 → 4   |
| 1/2 фіналу   | 31 травня 1936                | 2     | 4 → 2   |
| Фінал        | 11 червня 1936                | 1     | 2 → 1   |

## 1/16 фіналу
| Команда 1              | Рахунок | Команда 2        |
| ---------------------- | ------- | ---------------- |
| 25 грудня 1935         |         |                  |
| Болонья                | 1:0     | Новара (2)       |
| Амброзіана-Інтер       | 4:0     | Брешія           |
| Катанія (2)            | 1:0     | Палермо          |
| 26 грудня 1935         |         |                  |
| Модена (2)             | 5:0     | Про Верчеллі (2) |
| Лаціо                  | 2:0     | Венеція (3)      |
| Фоджа (2)              | 0:1     | Рома             |
| Трієстіна              | 1:1 дч  | Ровіго (3)       |
| Альма Ювентус Фано (3) | 2:4     | Мілан            |
| Санремезе (3)          | 1:4     | Ювентус          |
| Фіорентіна             | 8:0     | Сестрезе (3)     |
| Торіно                 | 2:0     | Реджана (3)      |
| Ліворно (2)            | 7:2     | Катандзарезе (3) |
| Мессіна (2)            | 2:4     | Самп'єрдаренезе  |
| 1 січня 1936           |         |                  |
| Кремонезе (3)          | 1:4     | Алессандрія      |
| Наполі                 | 2:1     | Барі             |
| Дженоа 1893            | 3:2     | Піза (2)         |

Перегравання
| Команда 1    | Рахунок | Команда 2 |
| ------------ | ------- | --------- |
| 1 січня 1936 |         |           |
| Ровіго (3)   | 1:3     | Трієстіна |

## 1/8 фіналу
| Команда 1        | Рахунок | Команда 2       |
| ---------------- | ------- | --------------- |
| 18 січня 1936    |         |                 |
| Лаціо            | 2:1     | Рома            |
| Мілан            | 3:0     | Болонья         |
| 19 січня 1936    |         |                 |
| Алессандрія      | 4:0     | Модена (2)      |
| Наполі           | 3:1     | Трієстіна       |
| Фіорентіна       | 3:0     | Дженоа 1893     |
| Торіно           | 8:2     | Катанія (2)     |
| Ліворно (2)      | 5:3 дч  | Самп'єрдаренезе |
| 21 травня 1936   |         |                 |
| Амброзіана-Інтер | 0:1     | Ювентус         |

## 1/4 фіналу
| Команда 1      | Рахунок | Команда 2   |
| -------------- | ------- | ----------- |
| 24 травня 1936 |         |             |
| Алессандрія    | 1:0     | Лаціо       |
| Наполі         | 1:2     | Мілан       |
| Торіно         | 4:2 дч  | Ліворно (2) |
| Ювентус        | 1:3     | Фіорентіна  |

## 1/2 фіналу
| Команда 1      | Рахунок | Команда 2  |
| -------------- | ------- | ---------- |
| 30 травня 1937 |         |            |
| Алессандрія    | 1:0     | Мілан      |
| Торіно         | 2:0     | Фіорентіна |

## Фінал
| 11 червня 1936 |

| Торіно                                     | 5:1 | Алессандрія  |
| ------------------------------------------ | --- | ------------ |
| Галлі 8', 70' Сілано 20', 76' Бускалья 57' |     | Річчарді 14' |

| «Стадіо Луїджі Ферраріс», Генуя Глядачів: 9 697 Арбітр: Раффаеле Мастелларі |